# 格里索姆空軍基地
格里索姆空軍基地（英語：Grissom Air Reserve Base）是位於美國印地安納州卡斯縣的一個人口普查指定地區。

## 地理
格里索姆空軍基地的座標為40°38′53″N 86°09′08″W / 40.64806°N 86.15222°W，而該地最高點為海拔高度247米（即810英尺）。

## 人口
根據2010年美國人口普查的數據，格里索姆空軍基地的面積為12.90平方千米，當中陸地面積為12.90平方千米，而水域面積為0.00平方千米。當地共有人口1652人，而人口密度為每平方千米128.06人。